# Fickband

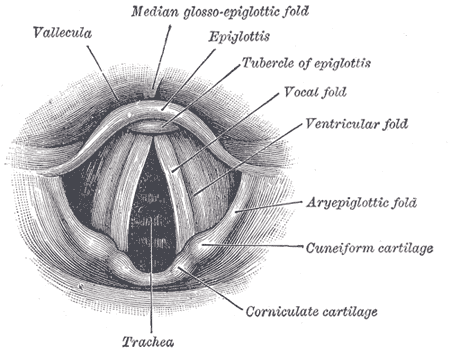
Fickbanden, här markerade som 'Ventricular fold'.

Fickbanden är två veck i luftstrupens passage genom struphuvudet (larynx). Fickbanden, som även kallas de falska stämbanden, är belägna strax ovanför stämbanden och har likheter med dessa. Mellan de båda "bandparen" finns Morgagnis fickor. Till skillnad från stämbanden kan fickbanden inte frambringa någon klar stämton. Det går dock att producera ljud med dem, ett ljud som låter knastrigt och kan utgöra inslag i vissa personers röster, där de ibland kommer i svängning tillsammans med stämbanden. Personer som av någon anledning förlorat sina stämband men har fickbanden kvar kan använda dessa vid talproduktion. I Centralasien finns flera sångtekniker som involverar fickbanden, exempelvis strupsång, vilket ger upphov till mycket dova, "bullriga" toner. Fickbanden vibrerar med halva stämbandens frekvens och producerar alltså en ton en oktav lägre.